# Stade national (Japon)
Pour les articles homonymes, voir Stade national, Stade olympique et Stade olympique national.
Le Stade national (国立競技場, Kokuritsu kyōgijō), ou Nouveau stade national (新国立競技場, Shin kokuritsu kyōgijō) pendant sa phase de construction, est un stade olympique situé à Kasumigaoka, dans l'arrondissement de Shinjuku à Tokyo. Inauguré en décembre 2019, il accueille notamment les cérémonies d'ouverture et de clôture des Jeux olympiques d'été de 2020. Bien que le nom officiel en japonais ne comporte pas la mention « olympique », il est désigné comme Stade olympique par le site officiel des Jeux en français. La capacité du stade est de 68 698 places.
Il remplace l'ancien Stade olympique national inauguré en 1958 et détruit complètement en mai 2015.
L'architecture initialement sélectionnée, élaborée par Zaha Hadid, pour le Nouveau stade est abandonnée en juillet 2015 sur impulsion du Premier ministre japonais Shinzo Abe, à la suite de la polémique déclenchée sur les coûts excessifs engendrés par sa construction, jugée de trop grande envergure. En conséquence, un nouvel appel d'offres est réalisé pour choisir les nouveaux plans de l'infrastructure, retardant son inauguration prévue à l'origine lors de la Coupe du monde de rugby à XV 2019. L'architecture finalement adoptée en décembre 2015 est issue du travail de Kengo Kuma.

## Historique

### Appel à projet
Le Conseil Sportif du Japon (JSC), propriétaire de l’illustre Stade Olympique, a organisé ce concours d’architecture pour moderniser et rénover le stade Kasumigaoka de Tokyo. Zaha Hadid a été choisie parmi 11 finalistes. Un total de 46 projets a été soumis après le lancement du concours en juillet 2012. 

### Projet de Zaha Hadid
Le cabinet Zaha Hadid Architects a été sélectionné lors du concours d’architecture pour reconstruire le Stade national Kasumigaoka, pour son design innovant et ses lignes dynamiques. Les juges l’ont aussi choisi pour son architecture impressionnante et symbolique qui s’intègre parfaitement dans le contexte urbain. 
Le stade national du Japon créé par Zaha Hadid situé à Kasumigaoka dans l'arrondissement de  Shinjuku, dans les jardins du sanctuaire Meiji, devait avoir une capacité de 80 000 spectateurs avec une hauteur de 70 mètres. Il devait remplacer l'actuel stade national Kasumigaoka de Tokyo qui avait accueilli les jeux olympiques d'été de 1964. Les travaux de reconstruction devaient démarrer en octobre 2015 et s'achever en mars 2019.
En effet, Tokyo accueille la coupe du monde de rugby 2019 et, pendant les Jeux olympiques et paralympiques de 2020, le stade sera hôte des cérémonies d'ouverture et de clôture ainsi que des compétitions d'athlétisme, de football et de rugby.
Le projet prévoyait une toiture rétractable et des tribunes basses amovibles. Ainsi, il aurait été le premier stade olympique doté d’un tel mécanisme et son architecture aurait établi de nouveaux standards pour les stades du monde entier.

### Réactions
Tsunekazu Takeda, membre du CIO ainsi que président du Comité olympique japonais (COJ) et de Tokyo 2020, a déclaré : « Ce nouveau Stade du Japon sera le meilleur parmi les meilleurs. Il aura l’une des plus grandes capacités au monde et sera le plus confortable des stades. Le toit rétractable améliorera considérablement l’expérience des athlètes et des spectateurs. Ce stade ultramoderne est une preuve supplémentaire que Tokyo est prête à organiser une célébration dynamique qui renforcera et renouvellera les Valeurs Olympiques pour une nouvelle génération. » 
Tadao Ando, architecte et membre du Conseil de Tokyo 2020, présidait le jury. « Le design dynamique et futuriste du projet incarne les messages que le Japon souhaite envoyer au du monde à l’avenir. Je crois fortement que le Japon reste l’un des grands pays de l’architecture. Il y a quelques décennies, le monde avait salué le Japon pour avoir construit le remarquable Stade National Kasumigaoka si rapidement et j’espère que le monde saluera à nouveau le Japon pour avoir construit ce stade, » a-t-il déclaré.
« La culture japonaise valorise l’efficacité et l’organisation. Nous sommes confiants dans le fait que ces principes seront vérifiés lors de la reconstruction du Stade National. Lors des mois à venir, il sera intéressant de voir les travaux commencer et le nouveau stade prendre forme, » a ajouté Takeda. 
Quelques jours à peine après l'annonce du projet retenu, les lauréats du prix Pritzker Toyo Ito et Fumihiko Maki (architecte renommé qui a notamment dessiné la Four World Trade Center, un gratte-ciel édifié sur le site victime des attentats du 11 septembre 2001 à New York) suivis par d’autres architectes japonais avaient lancé des pétitions rassemblant des milliers de signatures protestant contre l’ambition démesurée derrière l’implantation du futur stade.

### Amendements du projet
Les autorités sportives japonaises ont annoncé au mois de juillet 2014 qu'elles allaient diminuer l'envergure du principal stade prévu pour les jeux Olympiques 2020, dont le projet initial était jugé démesuré par ses critiques. 
La capacité du stade comme sa hauteur ne seront pas affectées, mais la taille des loges VIP devrait être réduite, tout comme l'ampleur d'un musée attenant et le nombre de places de parking, a annoncé le Conseil du Sport du Japon (JSC), gérant de l'actuel stade olympique et du futur nouveau stade.  La zone où il sera construit comporte de nombreux parcs et un sanctuaire shintoïste. Des associations de résidents de Tokyo ont dénoncé l'ampleur du projet, soulignant que ce stade de 70 mètres de haut allait écraser toutes les autres constructions du quartier, dont la hauteur est limitée à 15 mètres.
Le Conseil du Sport du Japon a annoncé qu'il allait réduire d'un quart la superficie prévue pour l'installation, la limitant à un espace au sol de 220 000 mètres carrés. D'après les médias nippons, le coût final du projet pourrait n'atteindre que 180 milliards de yens (1.3 milliard d'euros) contre 300 milliards de yens estimés au départ (2.2 milliards d'euros). 
Un responsable du JSC a souligné devant un panel d'experts que le projet se basait toujours sur les plans de l'architecte irako-britannique Zaha Hadid. « Nous prévoyons simplement d'en diminuer l'ampleur », a-t-il expliqué. « Nous avons dressé ce nouveau plan en tenant compte des opinions » a souligné le président du JSC, Ichiro Kono.

### Annulation et nouveau projet
En juillet 2015, le projet de Zaha Hadid est annulé par le gouvernement japonais. Mi-décembre, les deux nouveaux projets sélectionnés sont dévoilés : celui de l'architecte japonais Kengo Kuma associé à la société Taisei Corporation, et celui de Toyō Itō avec les entreprises Takenaka, Obayashi et Shimizu.
Le 22 décembre 2015, le projet de Kengo Kuma est choisi. Il se caractérise par des balcons de verdure à l'arrière des tribunes de 60 000 places. Ce stade devrait être prêt fin novembre 2019, et coûter environ 149 milliards de yens (1,12 milliard d'euros). Ce projet, à la suite d'une erreur de communication, ne comporte pas d'emplacement pour la flamme olympique.

### Construction
Les travaux de construction démarrent en décembre 2016, pour être prêts fin 2019. Le stade ne peut donc pas recevoir la coupe du monde de rugby, mais il est toujours prévu pour accueillir les Jeux olympiques de 2020 dont les cérémonies, l'athlétisme et quelques matchs de football (dont la finale masculine). En revanche, le rugby à 7 est déplacé au stade Ajinomoto, car le tournoi durera une semaine (ce qui fut décidé après l'attribution des Jeux) et que la contrainte logistique devient trop importante pour le partage du site. Néanmoins, il semblerait que la piste d'athlétisme serait enlevée après les olympiades, le stade revenant exclusivement pour le football et le rugby, le stade Ajinomoto rénové étant plutôt tourné vers les meetings d'athlétisme.
Les travaux sont considérés comme achevés le 30 novembre 2019. Le stade est inauguré le 21 décembre suivant.

## Galerie de construction

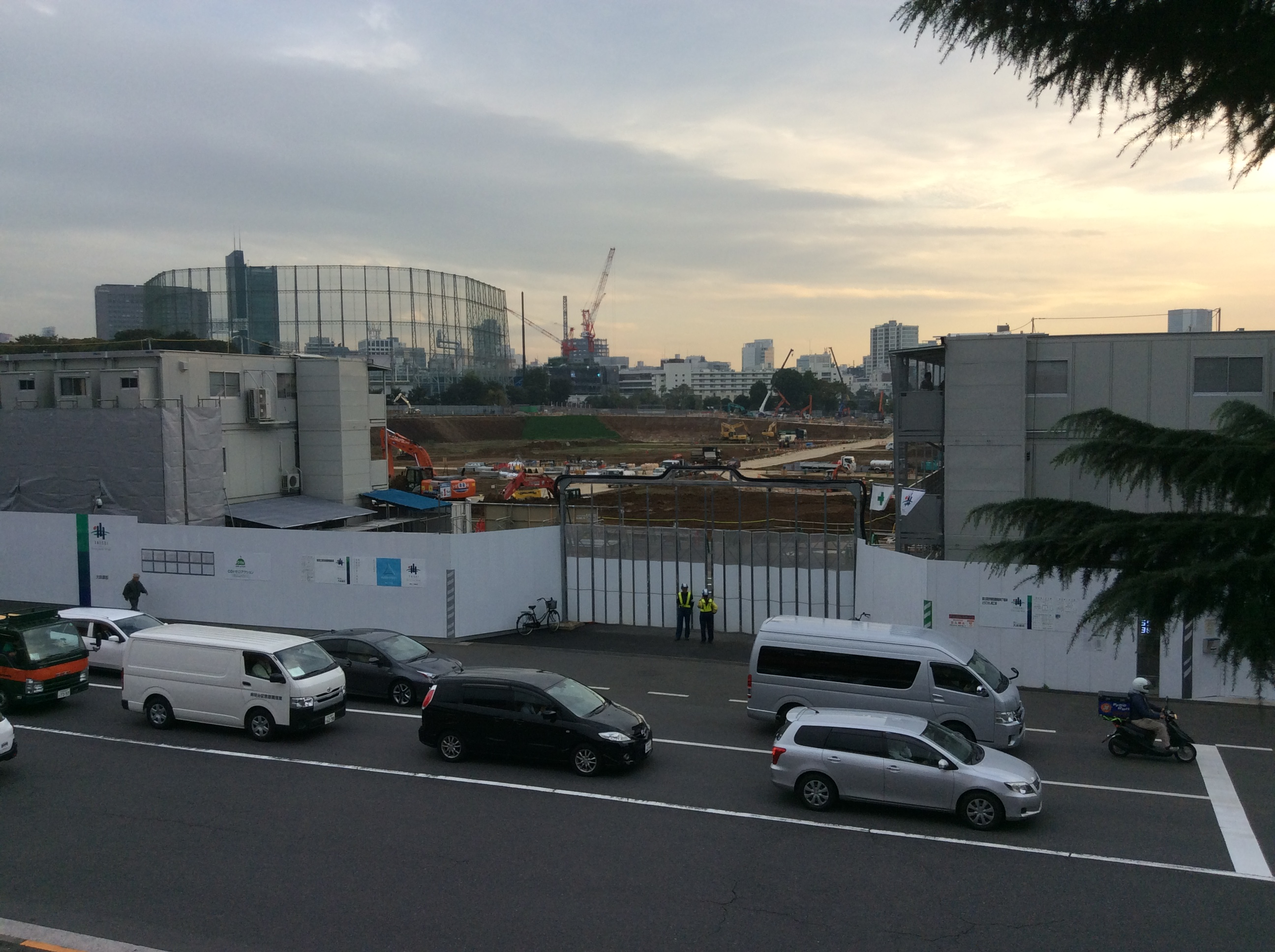
Novembre 2016 Espace vide du stade avant la construction
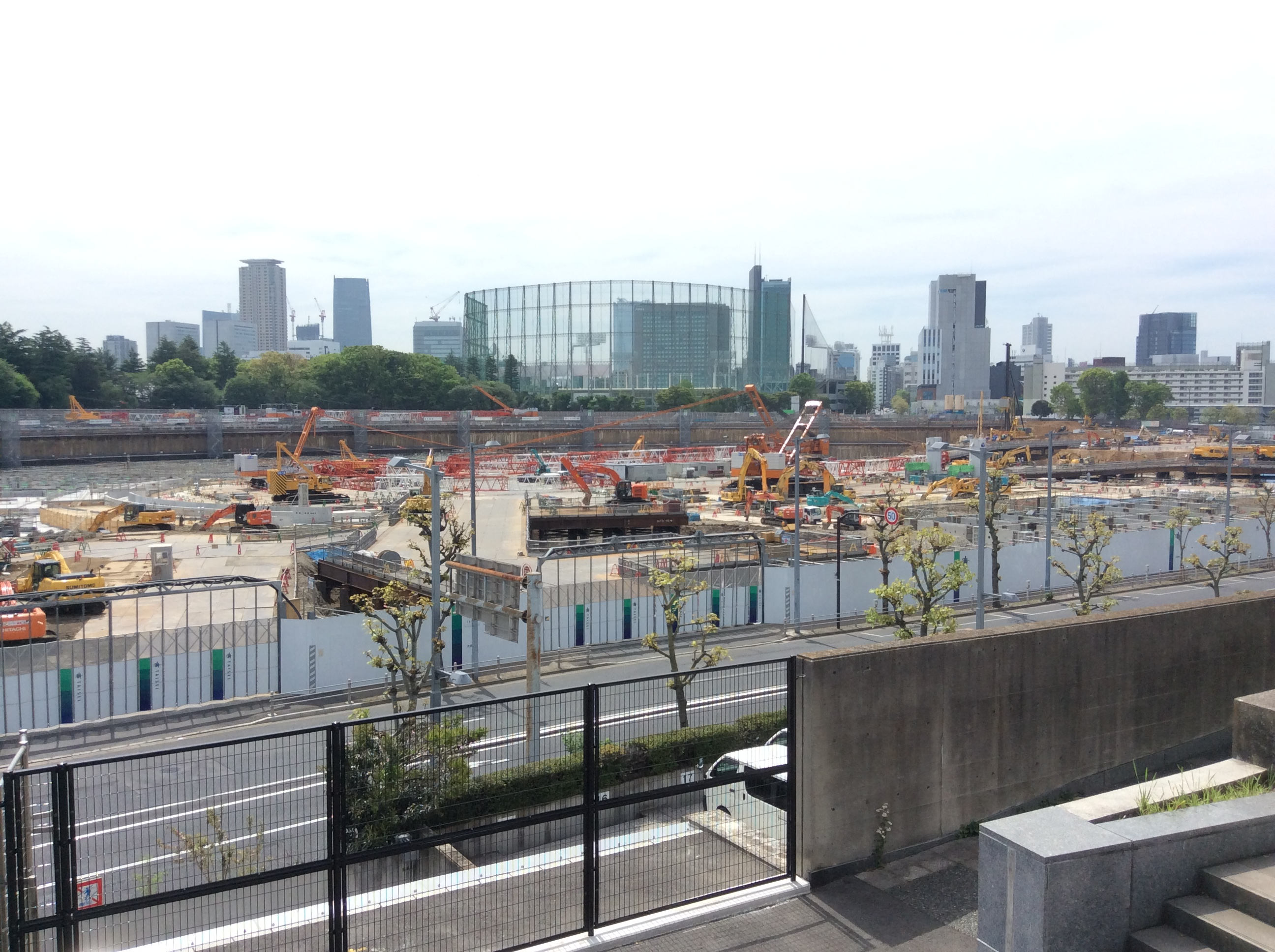
Mai 2017
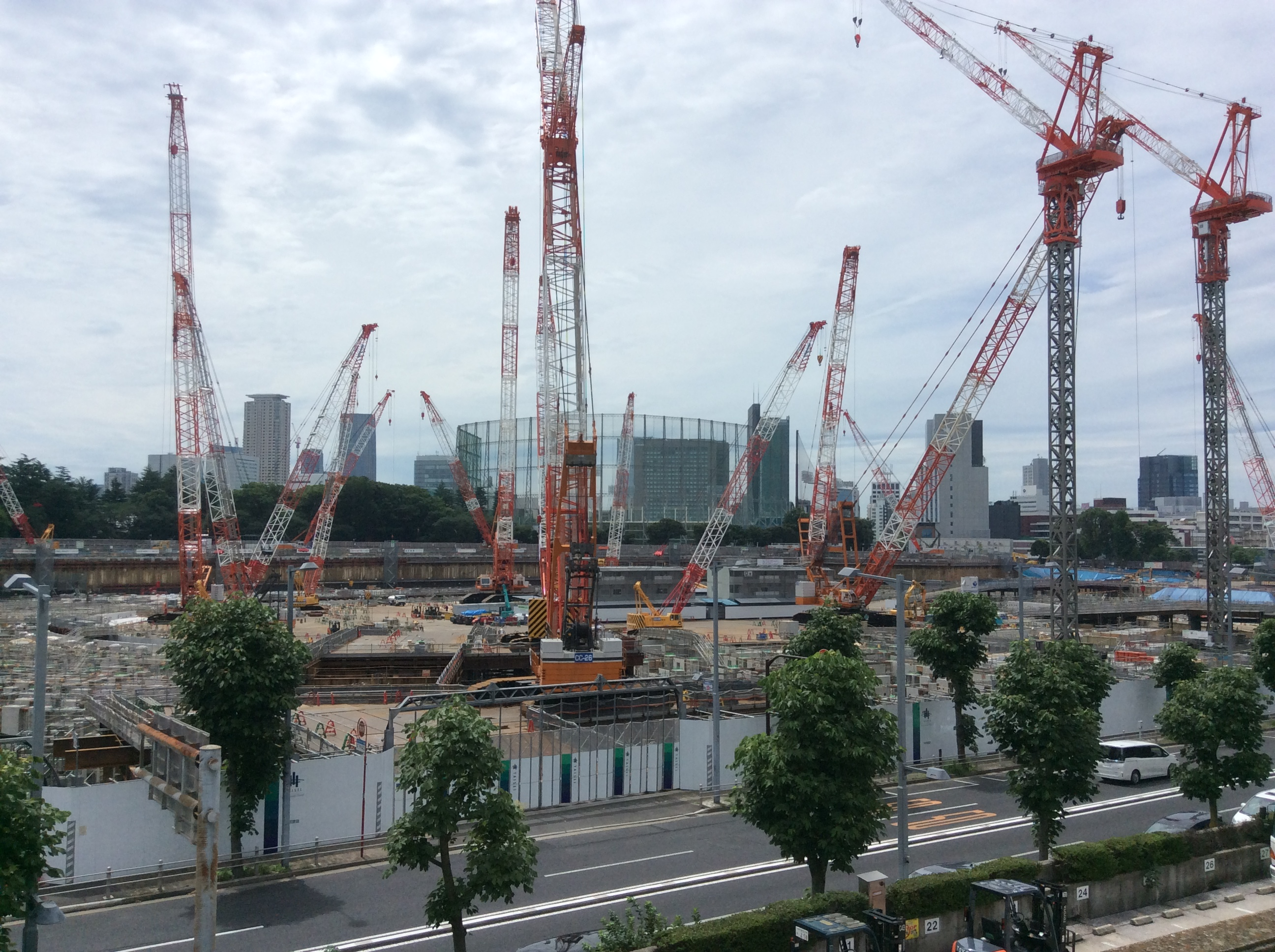
Juillet 2017
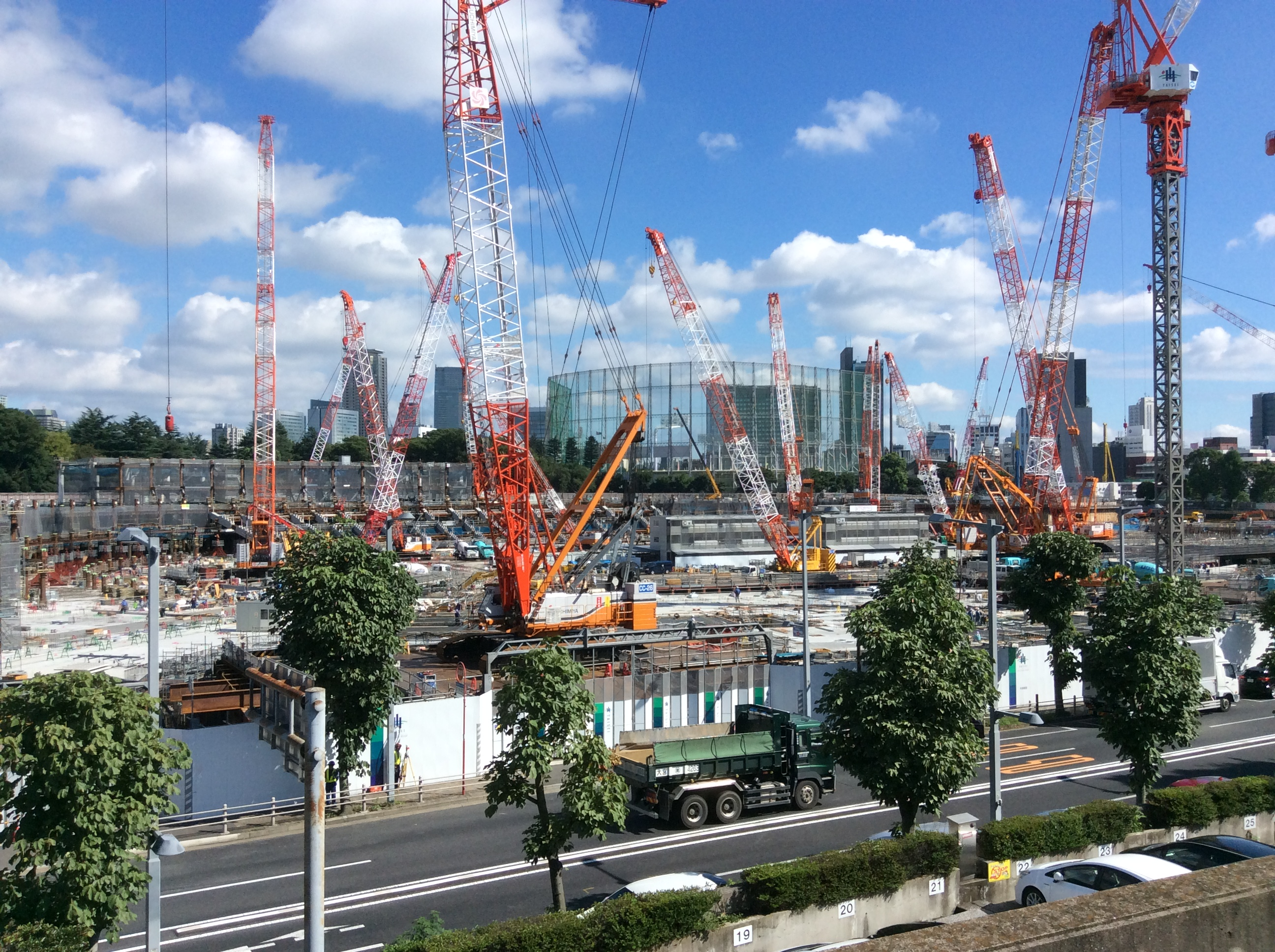
Septembre 2017
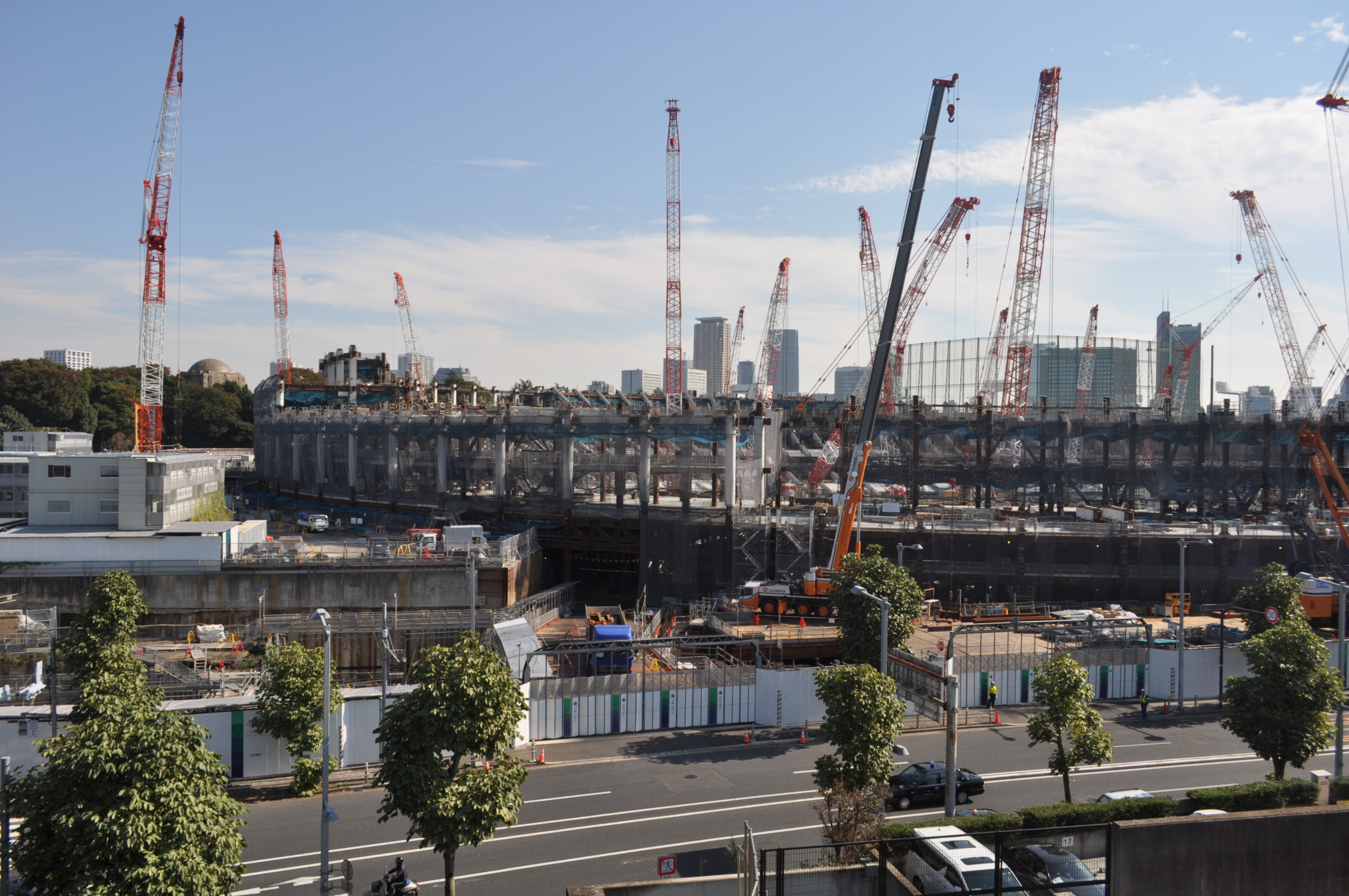
Novembre 2017
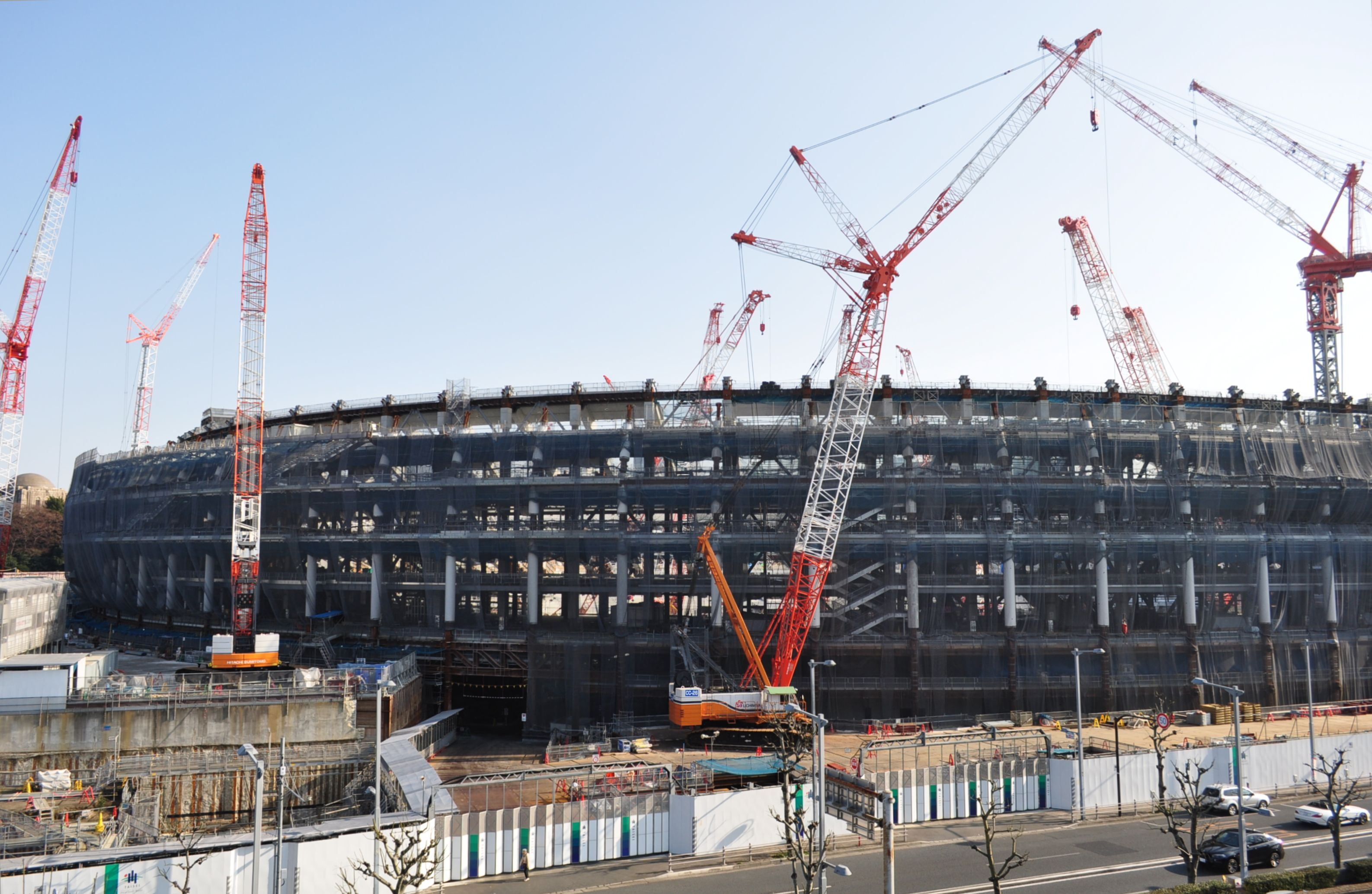
Janvier 2018
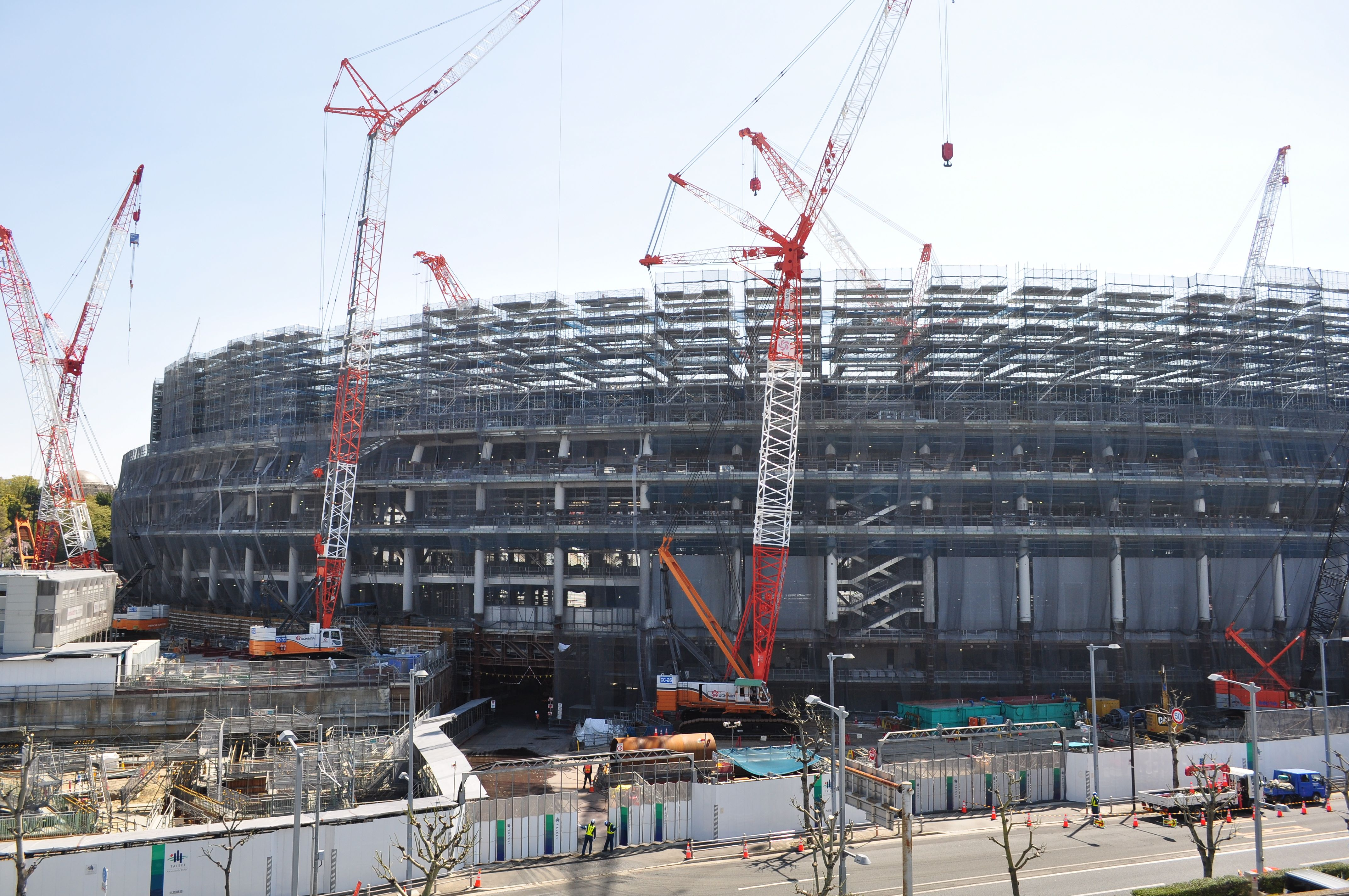
Mars 2018

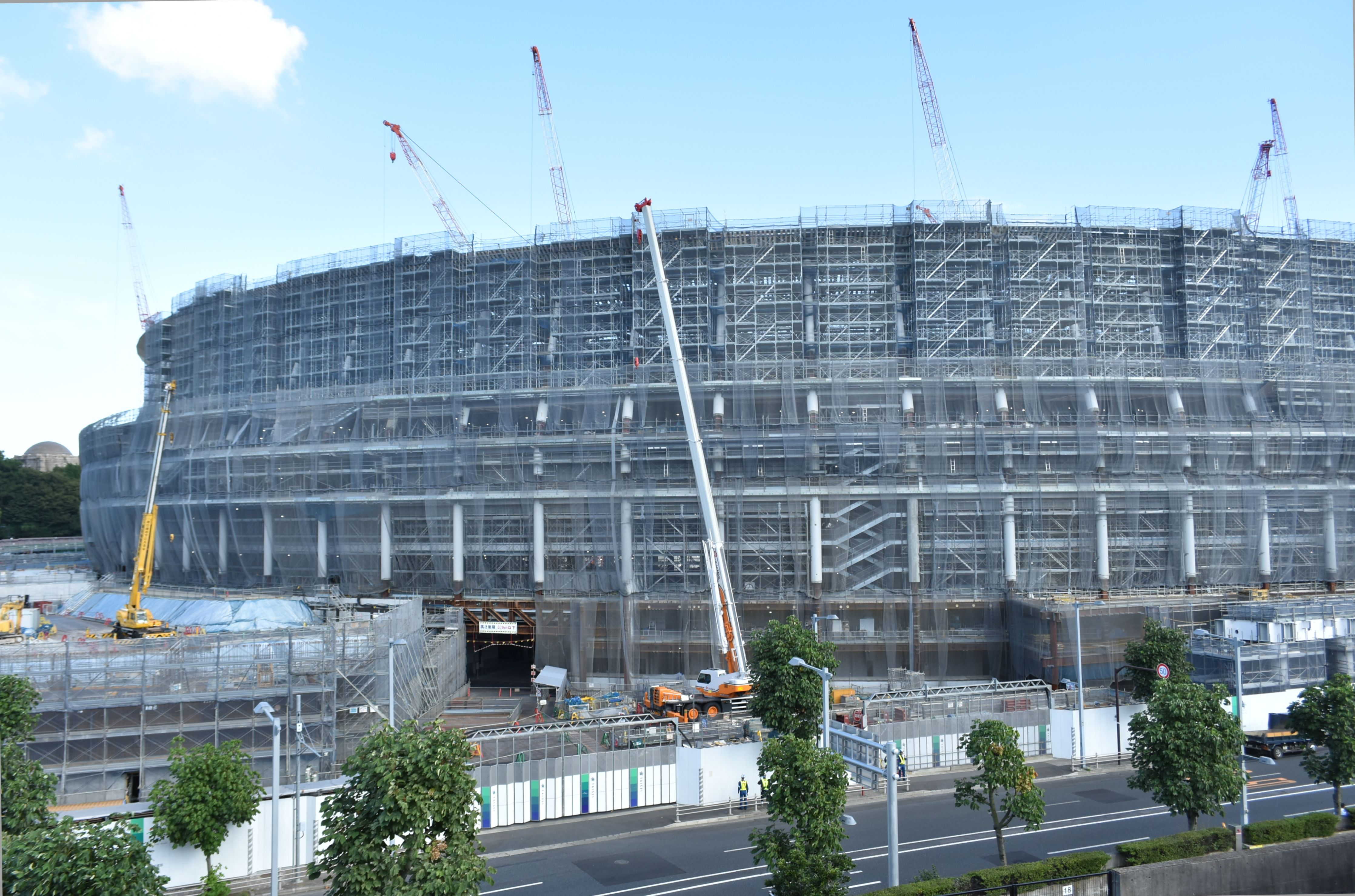
Août 2018
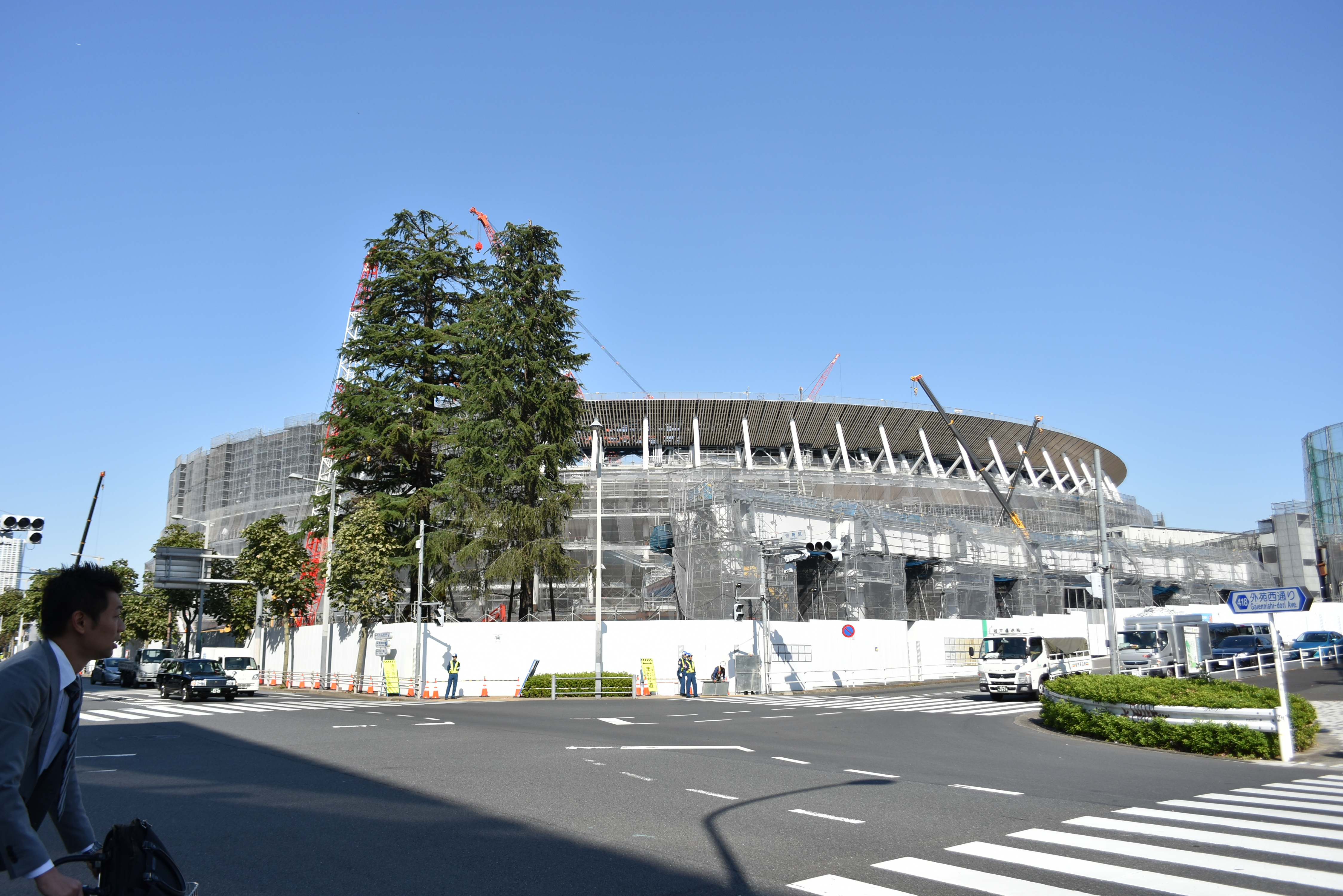
Octobre 2018
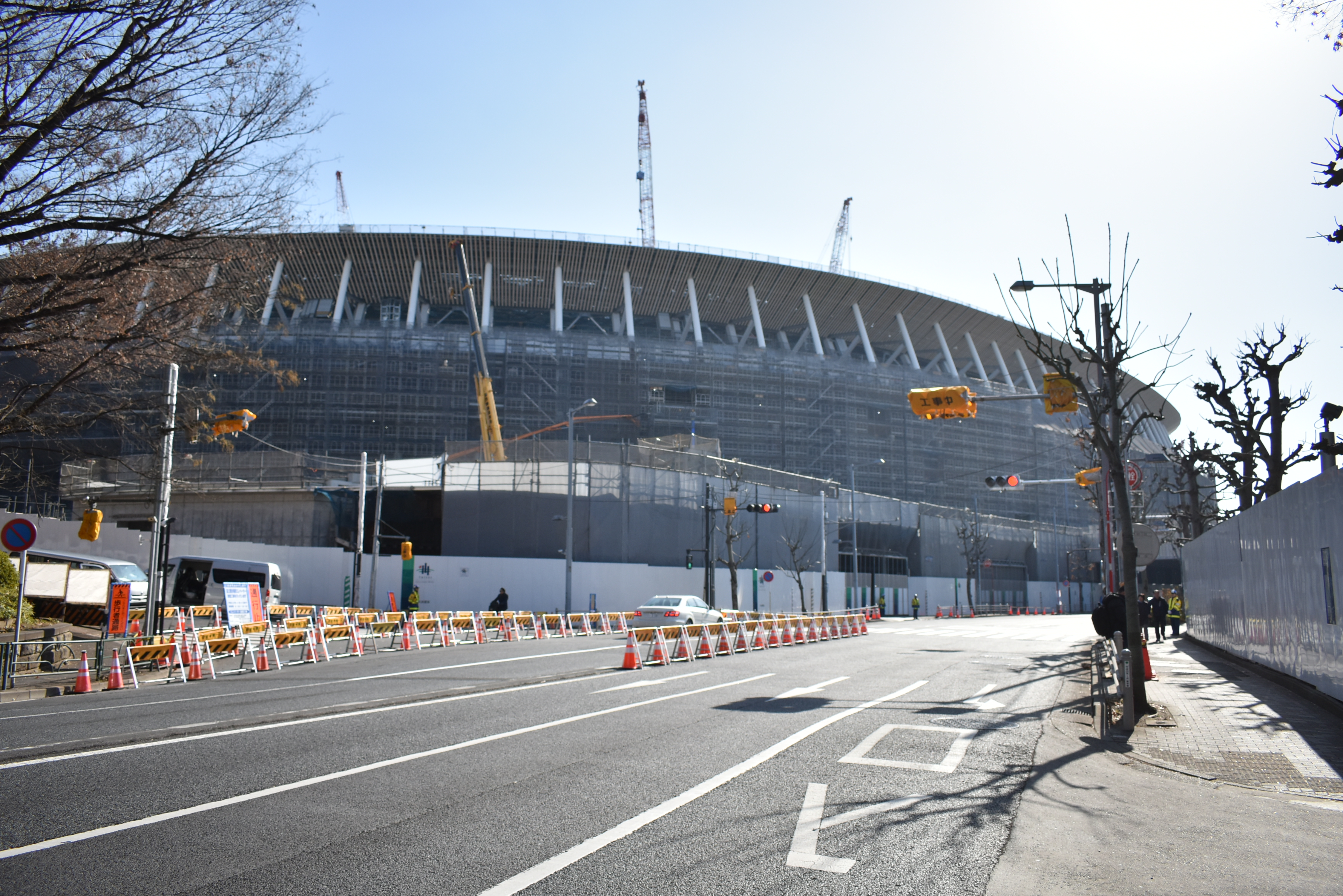
Janvier 2019
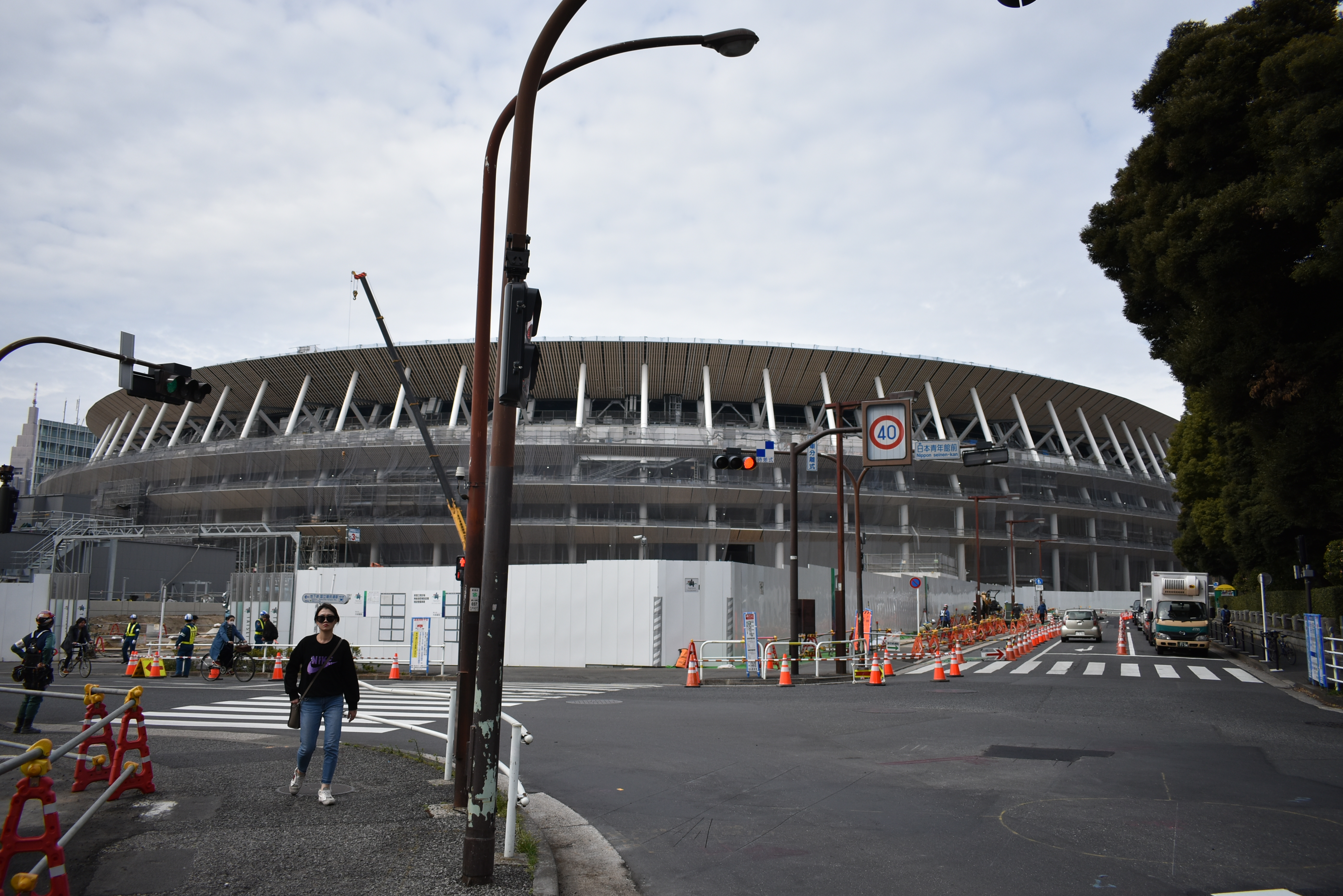
Mars 2019
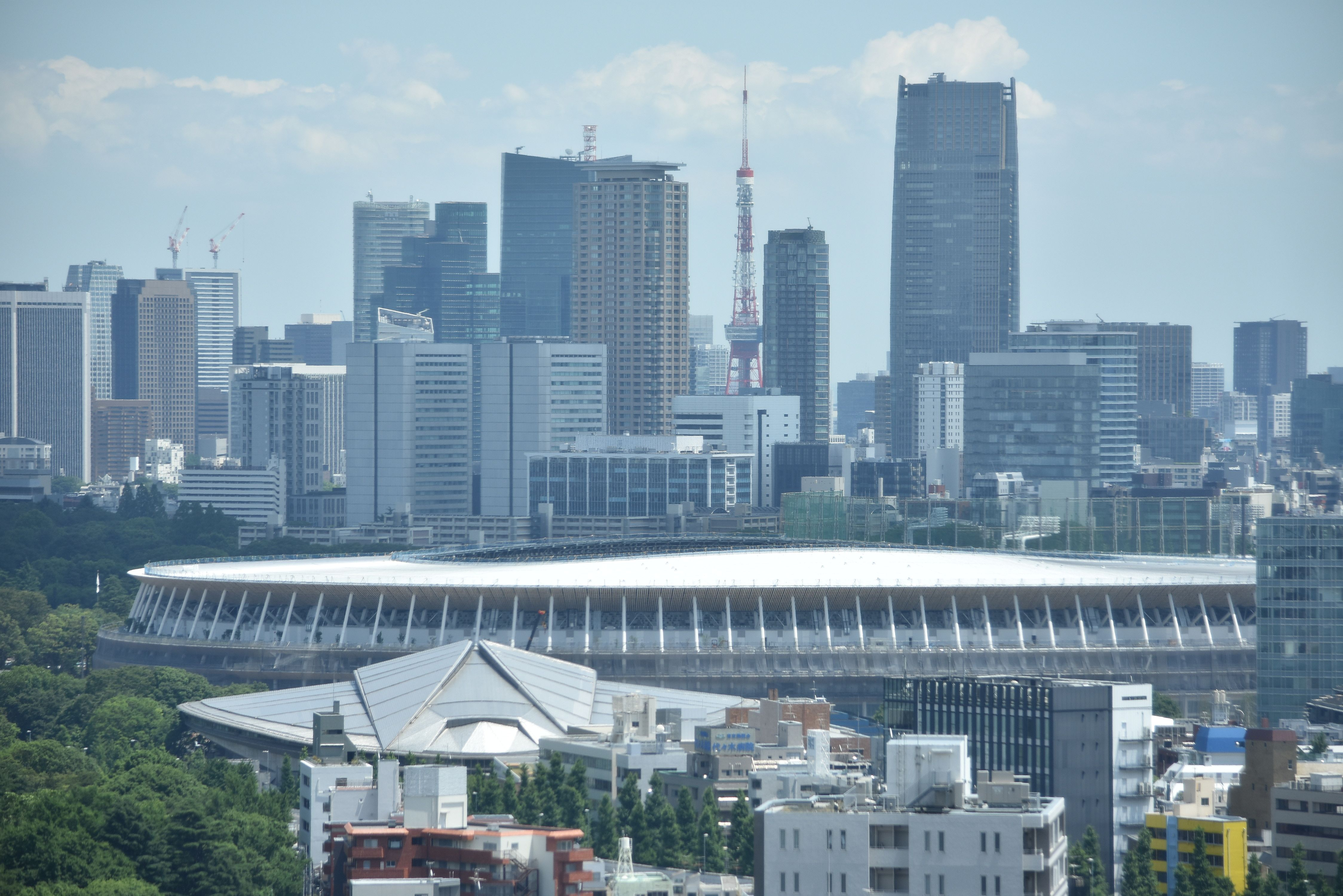
Mai 2019
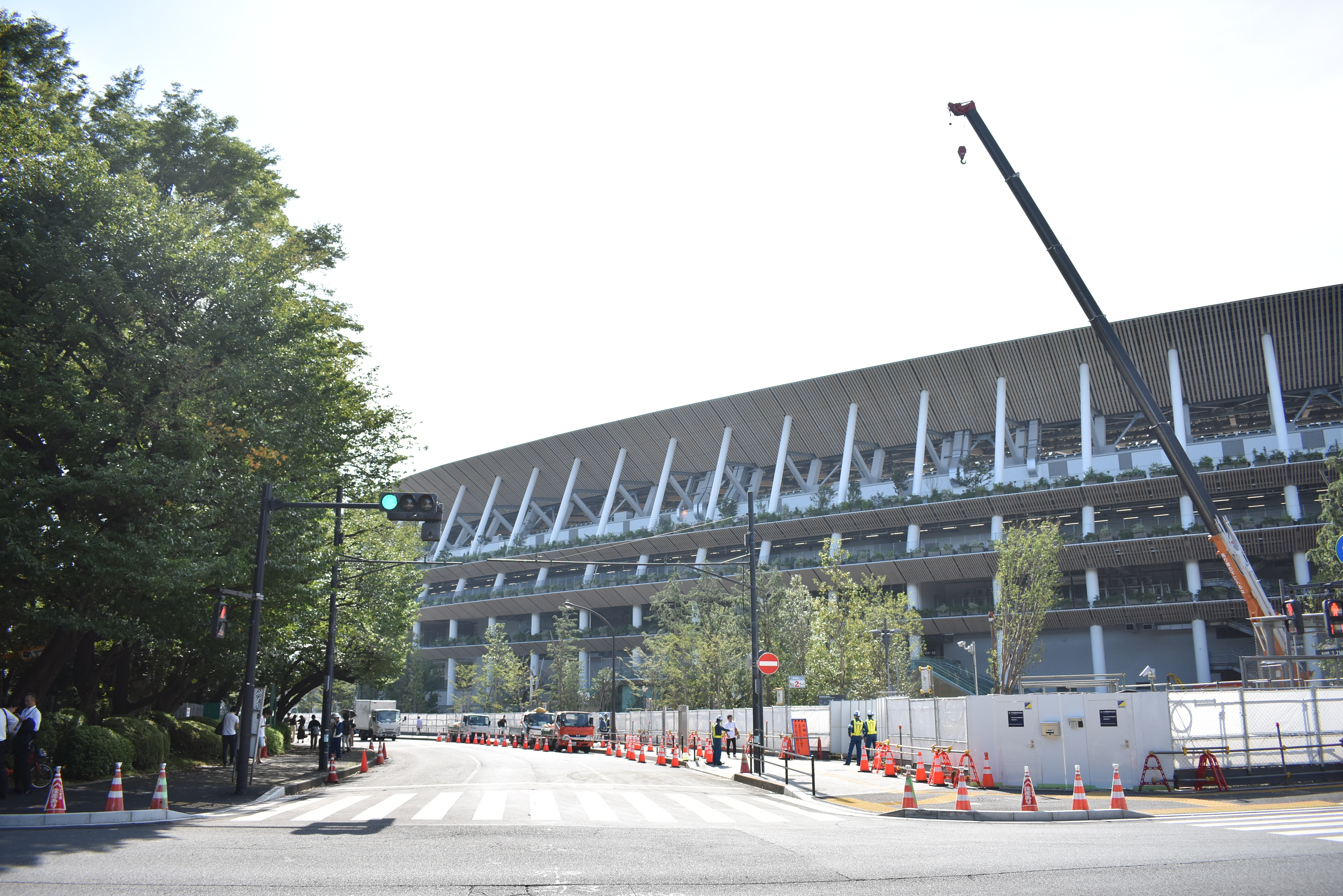
Août 2019
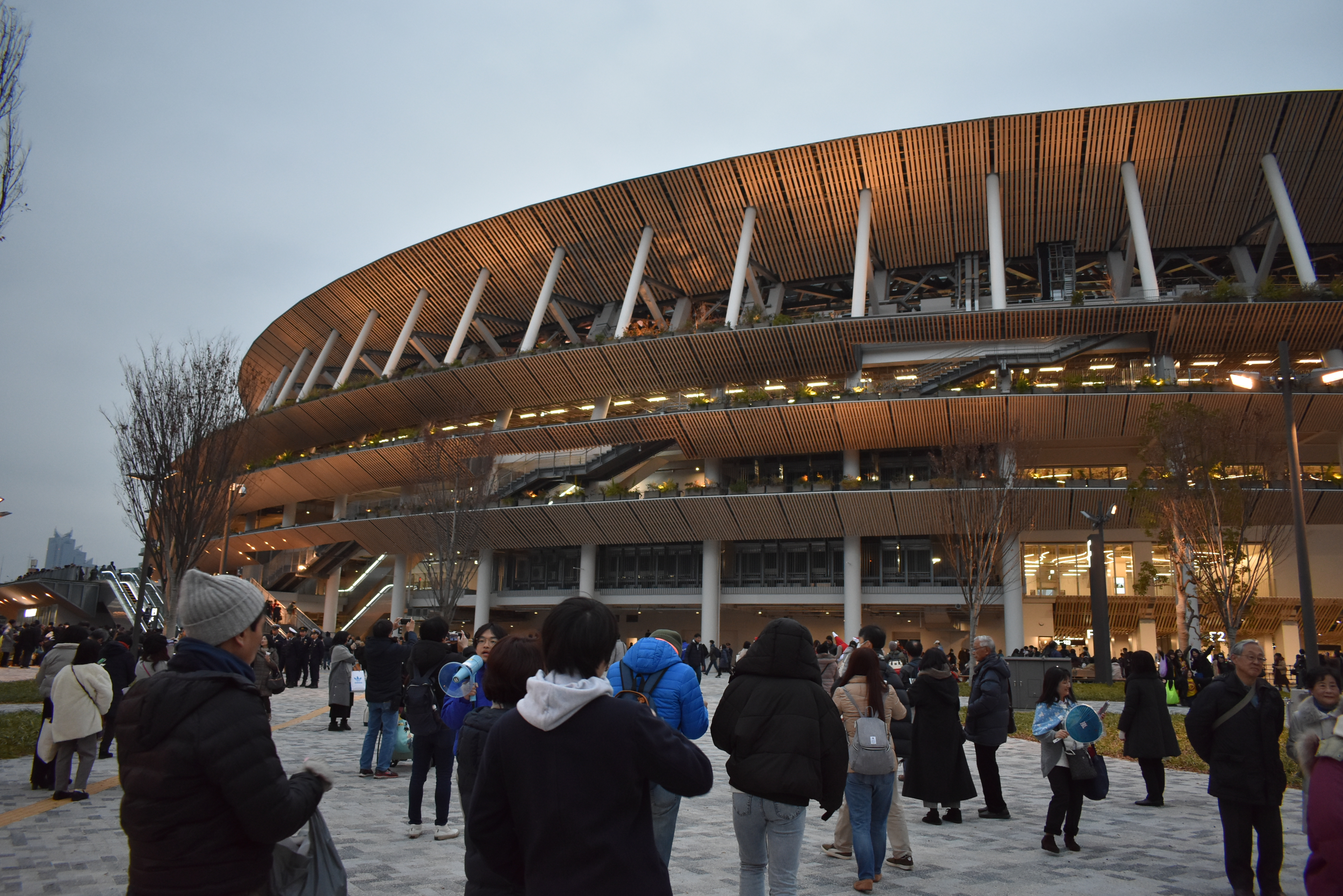
Décembre 2019
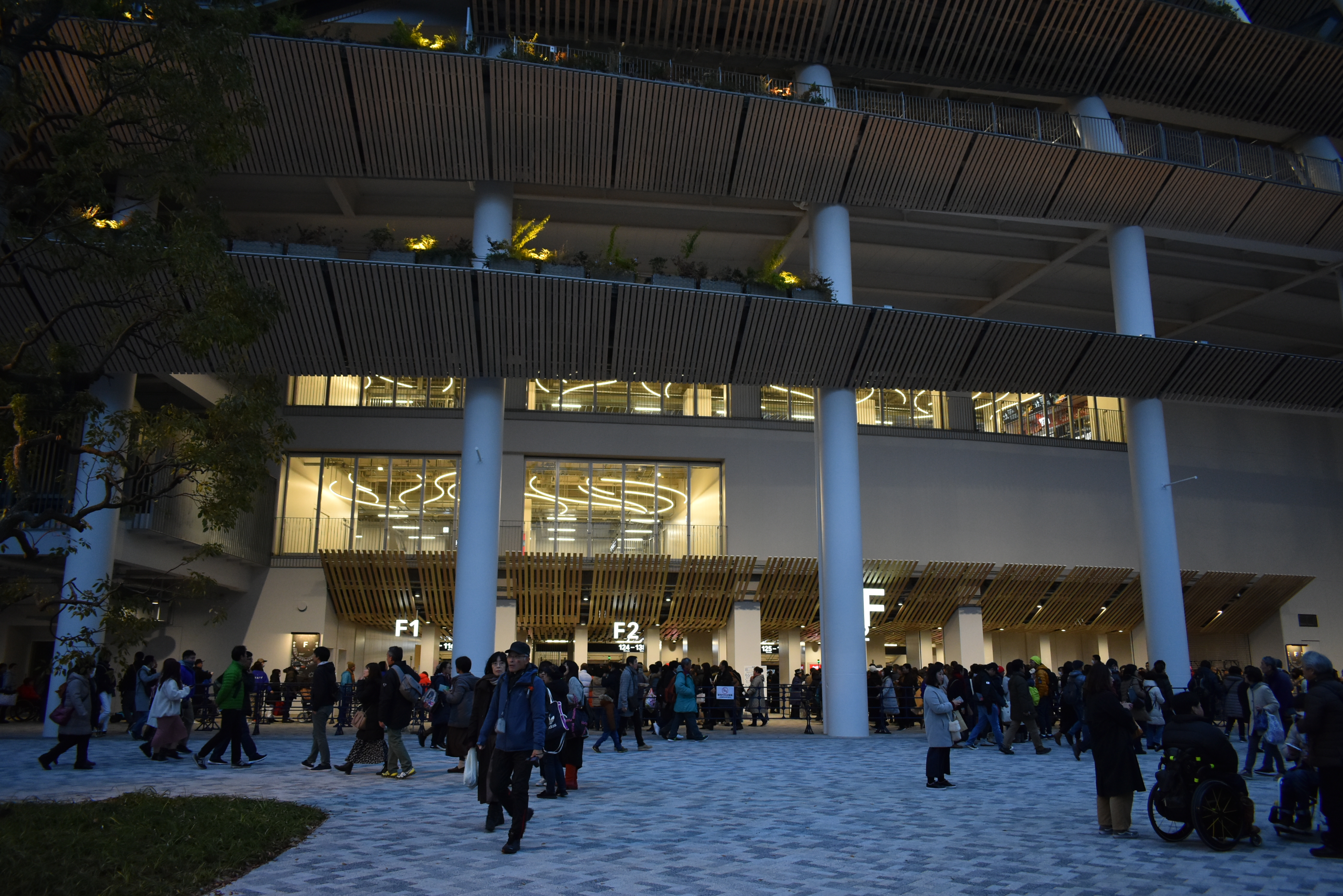
Décembre 2019
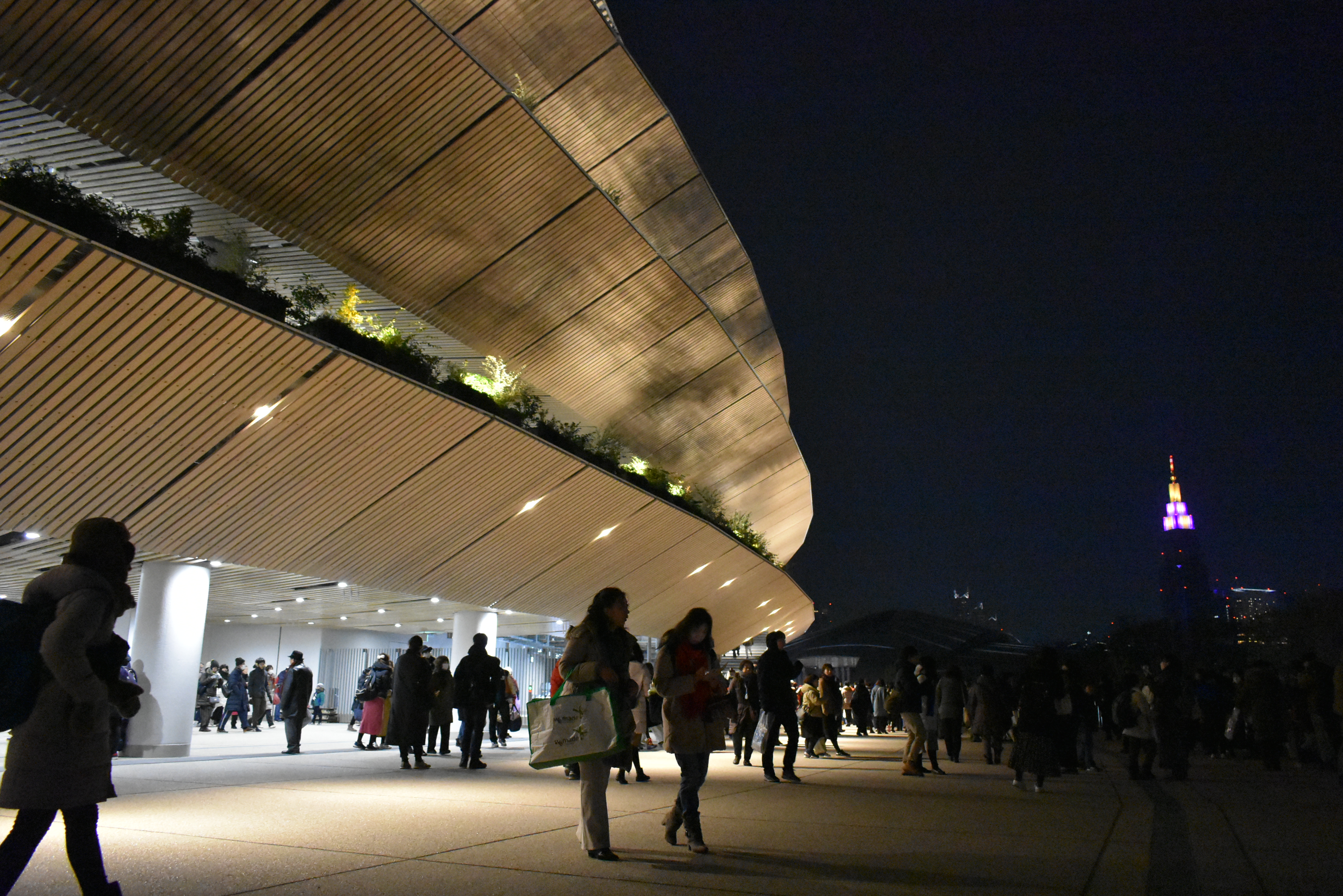
Décembre 2019
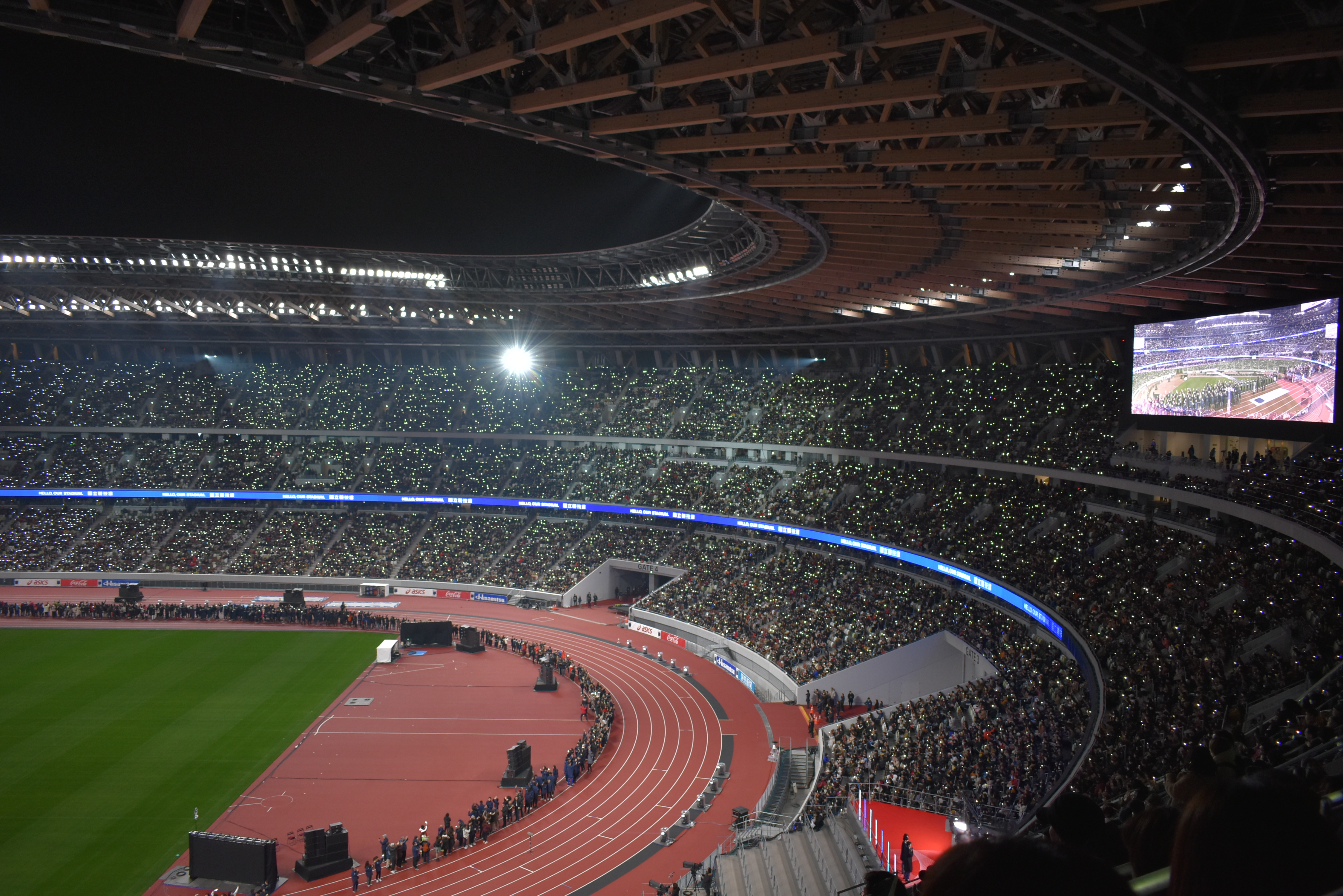
Décembre 2019

## Évènements
- Jeux olympiques d'été de 2020
- Jeux paralympiques d'été de 2020
- Championnats du monde d'athlétisme 2025